# Amidou Mir
Amidou Mir, né le 1er janvier 1995 à Korhogo (Côte d'Ivoire), est un coureur cycliste français, spécialiste du Bicycle motocross (BMX).

## Biographie
Qualifié pour les Jeux olympiques de 2016 à Rio de Janeiro. Il réalise le onzième temps des qualifications. En quarts de finale, il chute violemment dès la première des trois séries en étant heurté par l'arrière par le Néerlandais Twan van Gendt, il ne peut alors s'aligner pour les deux autres séries en raison d'une plaie profonde à l'entrejambe.

## Palmarès en BMX

### Championnats du monde
- 2014
  - 6e en élite
- 2016
  - 7° en élite

### Coupe du monde
- 2013 : 71e du classement général
- 2014 : 81e du classement général
- 2015 : 3e du classement général
- 2016 : 25e du classement général
- 2017 : 42e du classement général
- 2019 : 71e du classement général
- 2021 : 85e du classement général

### Championnats d'Europe
- 2013
  -  Champion d'Europe de BMX en junior
- 2011-2012
  -  Champion d'Europe de BMX en junior

### Coupe d'Europe
- 2015 : 7e du classement général, vainqueur d'une manche

### Championnats de France
- 2016
  -  Champion de France de BMX